# ノーザン・スター (曲)
「ノーザン・スター」（Northern Star）はイギリスの女性歌手、メラニー・チズムによって作詞され、彼女のソロファーストアルバム、『ノーザン・スター』に収録されている。ロンドンでレコーディングされ、レコード会社はスパイス・ガールズ時代から契約しているヴァージン・レコード。1999年11月22日に『ノーザン・スター』から2番目のシングルとしてリリースされ、UKチャートトップ5にランクインした。イタリアとスウェーデンではチャートトップ10にランクインした。本国イギリスでは19万5000枚を売り上げ、1999年の売り上げランキング98位を記録した。

## 収録曲
| - イギリス CD1 / オーストラリア CDシングル 1. "Northern Star" (single version) 2. "Follow Me" 3. "Northern Star" (full version) 4. "Northern Star" (video) - イギリス CD2 1. "Northern Star" (single version) 2. "Something's Gonna Happen" 3. "Northern Star" (acoustic version) | - イギリス カセット・シングル 1. "Northern Star" (single version) 2. "Follow Me" 3. "Northern Star" (full version) - ヨーロッパ CDシングル 1. "Northern Star" (single version) 2. "Follow Me" |

## クレジットとパーソネル
クレジットは『ノーザン・スター』のブックレットから引用
スタジオ
- ロサンゼルス、ロンドン、グラスゴーのスタジオで録音
- オーヘンリーズ・サウンド・スタジオでミキシング (バーバンク)
- スターリング・スタジオでマスター作業 (ニューヨーク)

パーソネル
- Melanie Chisholm – 作詞作曲
- Rick Nowels – 作詞作曲
- Marius De Vries – プロダクション
- Patrick McCarthy – ミキシング
- Ted Jensen – マスタリング

## チャート
| チャート (1999–2000年)                   | 最高位 |
| ---------------------------------------- | ------ |
| オーストラリア (ARIA)                    | 82     |
| ベルギー (Ultratip Flanders)             | 9      |
| チェコ (IFPI)                            | 20     |
| ヨーロッパ (Eurochart Hot 100)           | 31     |
| フィンランド (Suomen virallinen lista)   | 16     |
| ドイツ (GfK Entertainment charts)        | 50     |
| アイスランド (Íslenski Listinn Topp 40)  | 22     |
| イタリア (Musica e dischi)               | 14     |
| スコットランド (Official Charts Company) | 5      |
| スウェーデン (Sverigetopplistan)         | 7      |
| スイス (Schweizer Hitparade)             | 75     |
| UK シングルス (OCC)                      | 4      |

| チャート (1999年)                | 順位 |
| -------------------------------- | ---- |
| スウェーデン (Sverigetopplistan) | 80   |
| イギリス (OCC)                   | 98   |